# Journal des dames et des modes

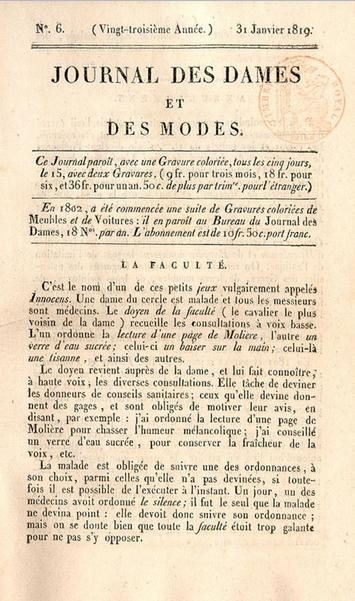
Journal des dames et des modes 06 1819

Bör ej förväxlas med Journal des dames et des modes (1912–1914)
Journal des dames et des modes var en fransk modetidskrift som gavs ut i Paris mellan 1797 och 1839.
Den ersatte den första franska modetidningen Cabinet des Modes, och kom att bli en dominerande röst inom franskt, och därmed även europeiskt, mode under Napoleontiden och fram till åtminstone 1820-talet, då alltfler konkurrenter började uppkomma, som till exempel Le Follet.

## Bilder

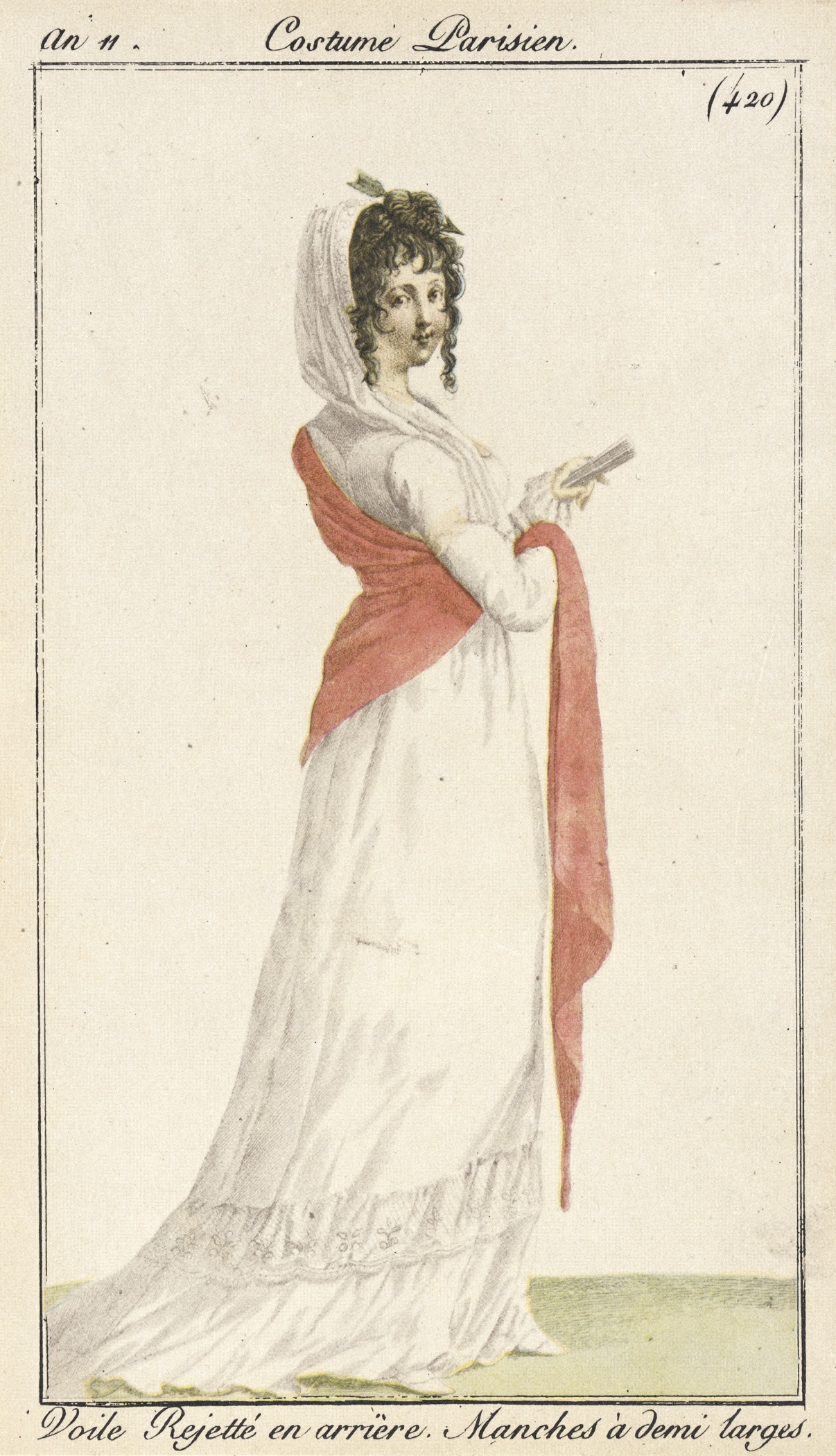
Journal des dames et des modes, 1803.
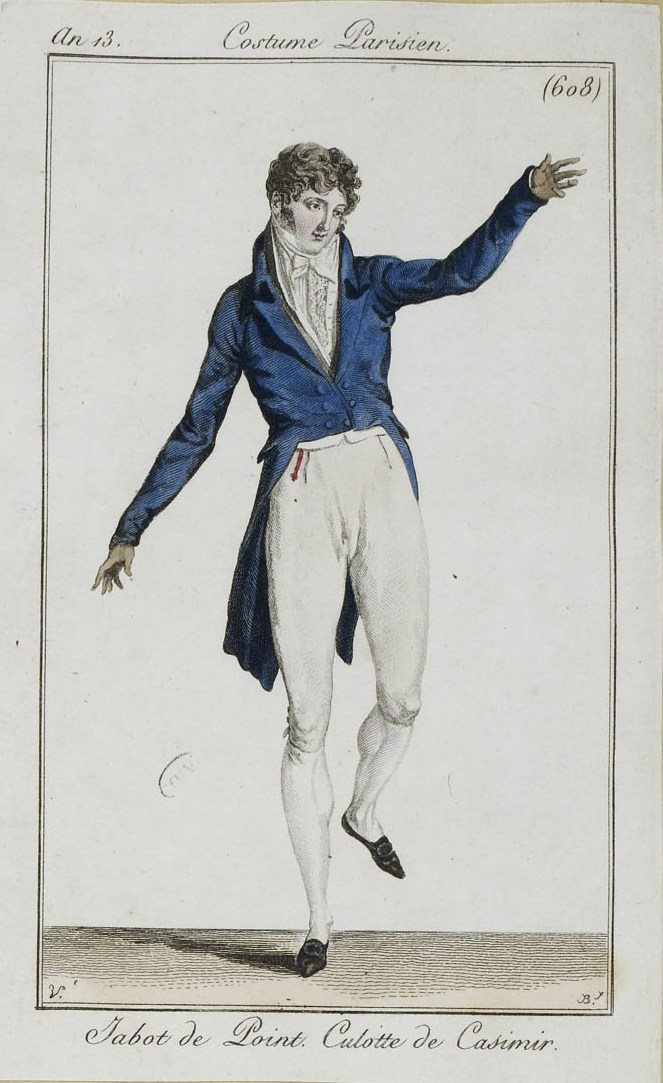
Costume Parisien No.608 1804.
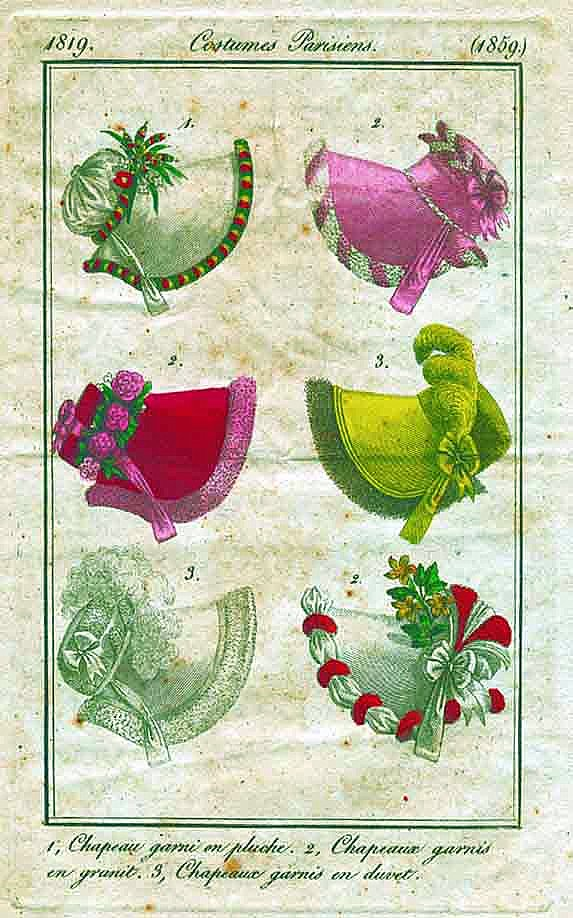
Schutenhut 1819
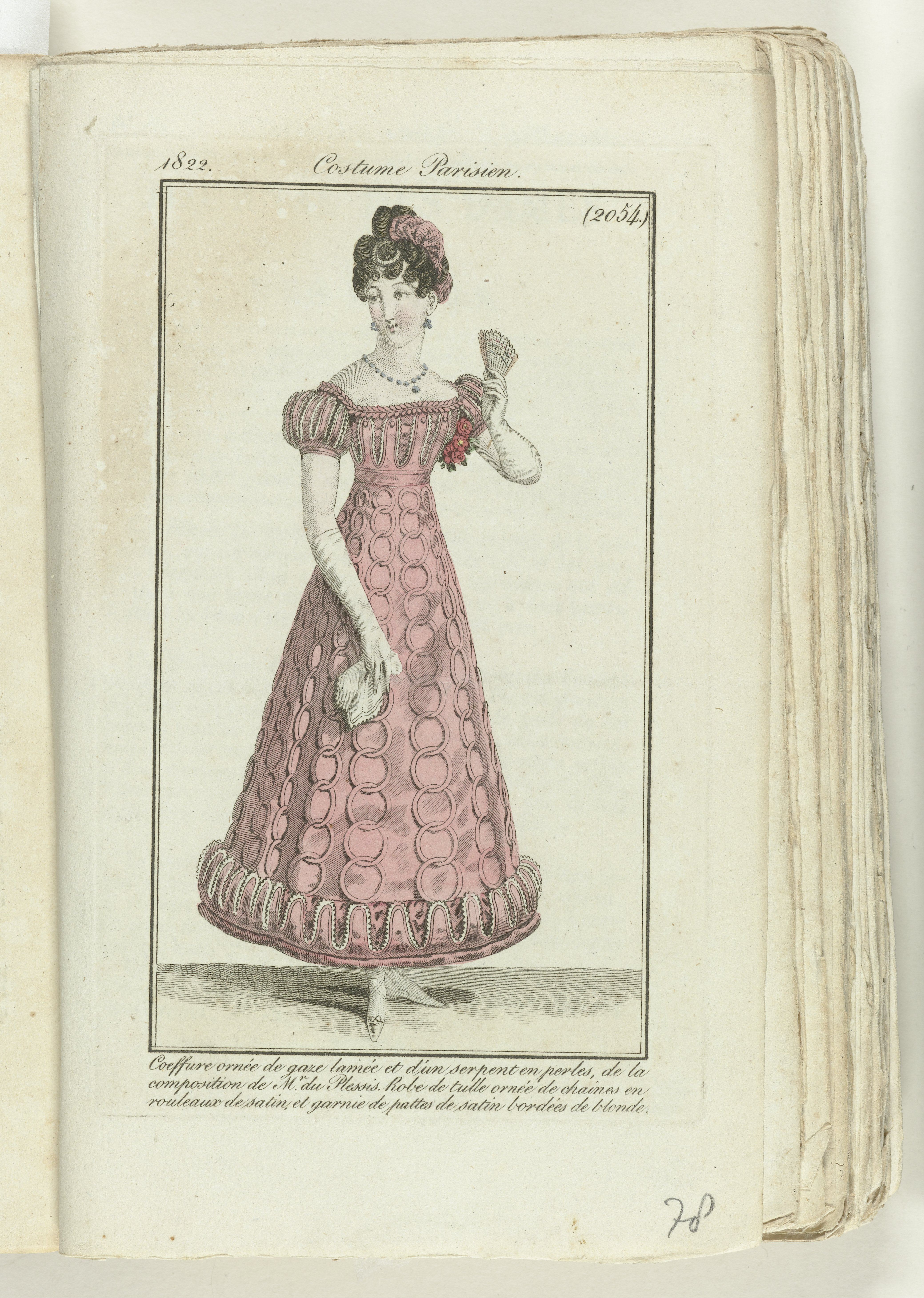
Journal des Dames et des Modes 1822.
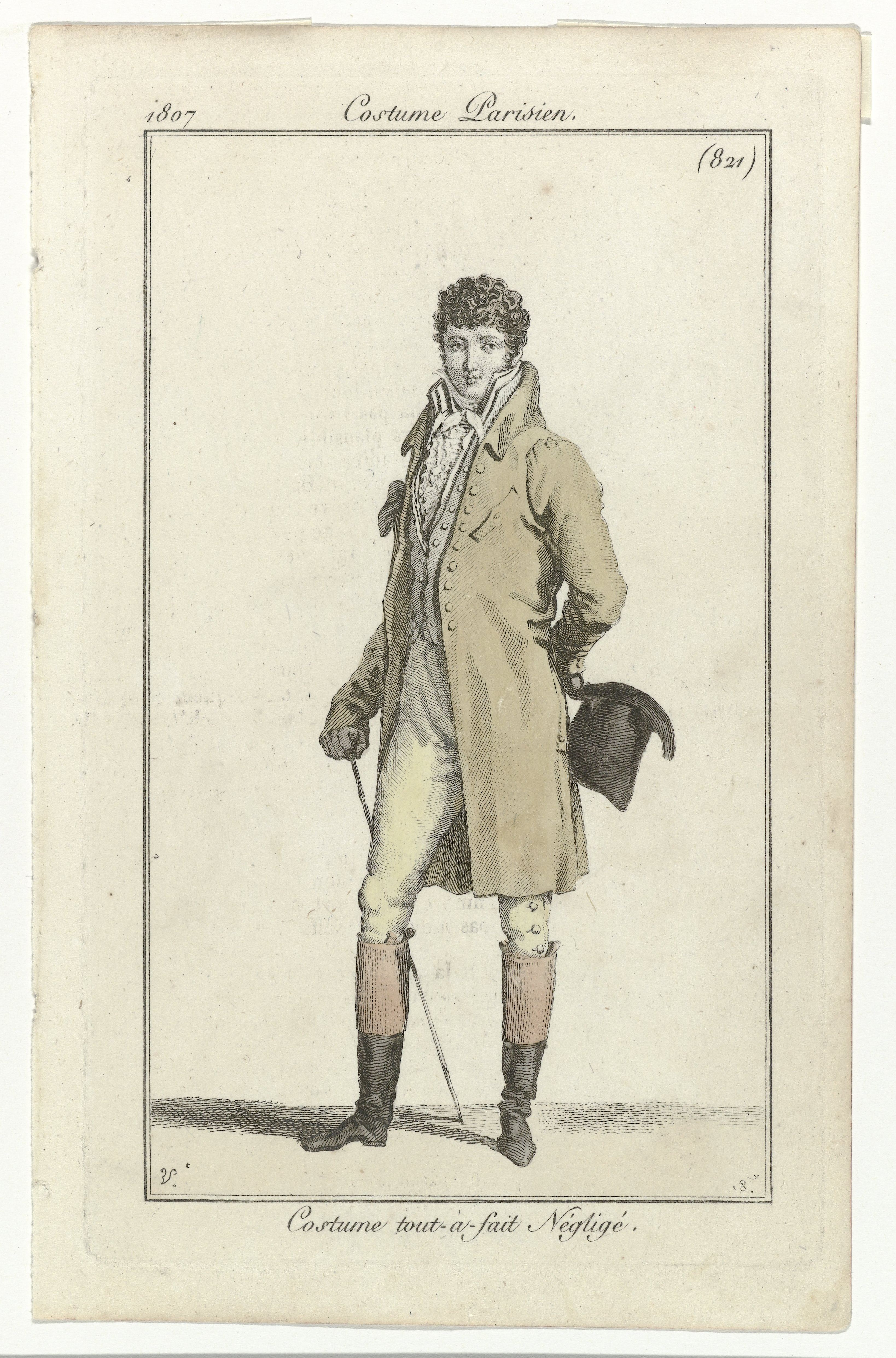
Journal des Dames et des Modes mannenmode Journal des Dames et des Modes, Costume Parisien , 15 juillet 1807.